# Hamer Guitars
Hamer Guitars fue una empresa estadounidense de guitarras eléctricas fundada en 1973 en Wilmette, Illinois, por los propietarios de una tienda de guitarras antiguas Paul Hamer y Jol Dantzig.

## Historia

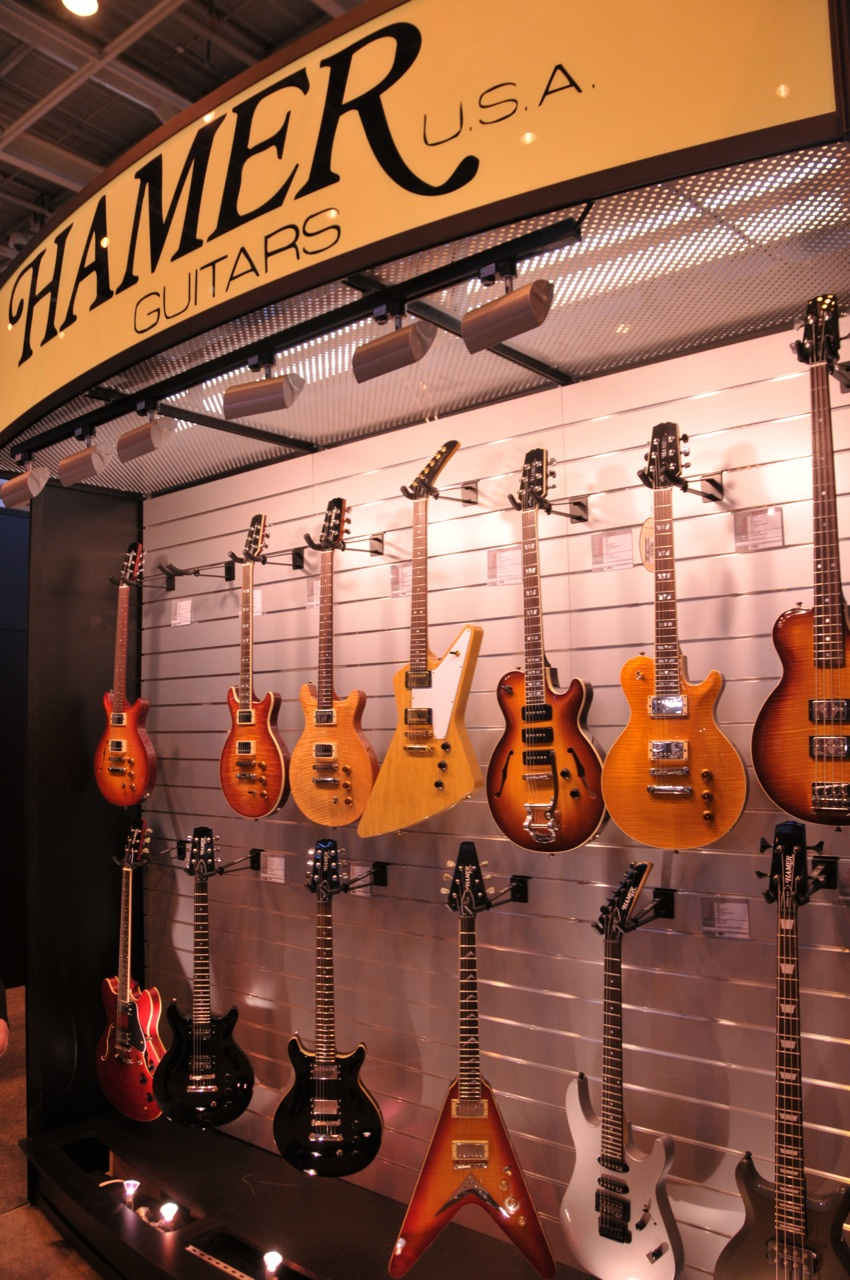
Exhibición de guitarras Hamer, 2008.

Los primeros instrumentos de la compañía presentaban diseños basados en la Gibson Explorer y la Gibson Flying V, antes de añadir diseños más tradicionales como la Sunburst. Hamer Guitars es generalmente considerada como la primera marca de guitarras eléctricas "boutique" de estilo vintage que atendía específicamente a músicos profesionales, y fue el primer fabricante en producir un bajo de 12 cuerdas.
La empresa fue constituida en Illinois en 1976 por John Montgomery, Jol Dantzig, James Walker y Paul Hamer. Fue adquirida por Kaman Music Corporation en 1988, que a su vez fue comprada por Fender Musical Instruments Corporation en 2008. Hamer ofrecía una amplia gama de guitarras y bajos, y desde su fundación puso énfasis en la producción de instrumentos de alta calidad con estética vintage, así como innovaciones creativas.
Kaman comercializó una línea más económica de instrumentos de fabricación asiática llamada Hamer XT Series y Slammer by Hamer, que dejó de fabricarse en 2009. Tras un paréntesis de cuatro años desde que Fender sacó del mercado los modelos Hamer en 2013, la marca fue reintroducida como filial de KMC Music, que anunció el regreso de las guitarras Hamer importadas en el NAMM Show de ese mismo año.